# 苫小牧市緑ヶ丘公園陸上競技場

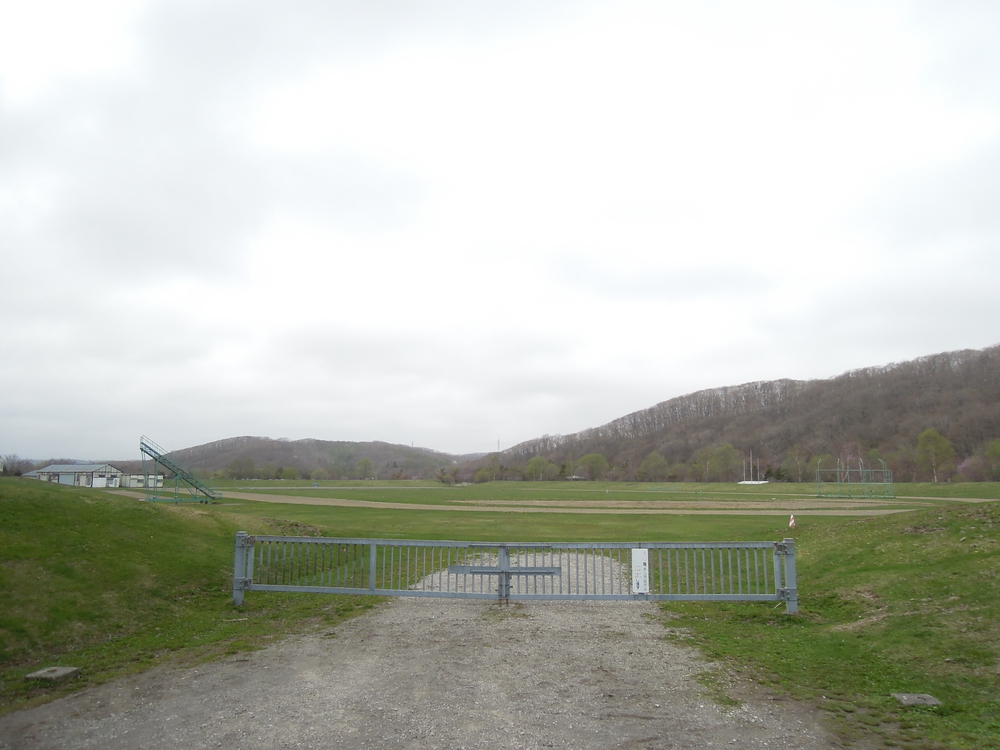
改修前の陸上競技場（2013年5月）

苫小牧市緑ヶ丘公園陸上競技場（とまこまいしみどりがおかこうえんりくじょうきょうぎじょう）は、北海道苫小牧市にある陸上競技場。

## 概要
1981年（昭和56年）開場。苫小牧市緑ヶ丘公園にあり、各種競技大会や合宿などに利用されている。2015年（平成27年）の改修工事によって日本陸上競技連盟第3種公認競技場になった。
2023年度からは苫小牧ヤクルト販売が2027年度まで5年間の命名権を取得し「ヤクルト緑ヶ丘陸上競技場」の愛称が用いられる。

## 施設
- 開場期間：4月1日から10月31日[5]
- 敷地面積：36,900 m²[5]
- 1周400 m（トラック8表層構造全天候ウレタン舗装）
- センターハウス（大会本部、放送室、記録室、事務室、会議室、更衣室、一般トイレ、多目的トイレ、器具庫ほか）[6]

## 参考資料
- “苫小牧市緑ケ丘公園陸上競技場” (PDF).  苫小牧市. 2017年7月4日閲覧。